# Lorenzo Nocelli
Lorenzo Nocelli (San Severino Marche, 26 febbraio 1999) è un pallamanista italiano, centrale del Cingoli.

## Carriera

### Club

#### Polisportiva Cingoli
Figlio del Direttore Tecnico e Allenatore del settore giovanile della Pallamano Chiaravalle , Nando Nocelli, e dell’ex azzurra di pallamano femminile Giorgia Gianlorenzi, Nocelli è nato e cresciuto nel settore giovanile della Polisportiva Cingoli. In ambito giovanile, nel 2013 ha vinto il premio di miglior giocatore U14. Ha debuttato in prima squadra nel girone B di Serie A maschile nella stagione 2015-2016, con 81 gol in 20 presenze.

#### Terraquilia Carpi
Nella stagione successiva, 2016-2017, è stato ceduto in prestito alla Terraquilia Carpi. È tornato a Cingoli per la prima volta da avversario il 1º ottobre 2016, nella partita vinta dagli emiliani per 20-24. Durante una stagione travagliata per via degli infortuni, riesce a portare a casa un magro bottino di 27 gol in 18 presenze, risultando comunque d’aiuto alla squadra emiliana giunta alle semifinali scudetto e al 3º posto in Coppa Italia.

#### Il ritorno a Cingoli
Dopo una stagione, torna a Cingoli nella stagione 2017-2018. È uno dei protagonisti della cavalcata verso i play-off scudetto: la squadra arriva seconda nel girone B di Serie A Maschile, qualificandosi così per la Serie A a girone unico 2018-2019 e per le Final Eight di Coppa Italia a Conversano a fine febbraio 2018. Nonostante il 6º posto ai play-off, Nocelli segna 138 reti in 29 presenze, secondo marcatore cingolano dietro a Stefano Arcieri. Nelle 3 partite di Coppa Italia giocate, ha segnato 16 reti.
Nella prima stagione assoluta della Santarelli Cingoli a girone unico, conclusa con la retrocessione in A2, Lorenzo segna 143 reti in 26 presenze, miglior cannoniere dei cingolani e secondo miglior realizzatore italiano dell’intero girone. Con la maglia della Polisportiva Cingoli ha disputato 97 partite, segnando 462 gol.

#### Meran, Trieste e Carpi
Il 15 maggio 2020 viene ufficializzato il suo passaggio al Meran tramite i profili social del club altoatesino. Al termine della stagione non gli viene rinnovato il contratto e rimane svincolato.
Il 27 giugno 2021 viene comunicato il suo passaggio alla Pallamano Trieste, dove firma un contratto di un anno con opzione per il secondo, dove ritrova come allenatore Fredi Radojkovič, già avuto ai tempi delle nazionali giovanili. Il 16 ottobre 2021 durante i primi minuti del match contro Brixen, rimedia un strappo all'inguine che lo tiene lontano dal parquet per quasi due mesi: recuperato dall'infortunio, ritorna a segno nelle prime due gare dell'anno, risultando tra i migliori in campo nella vittoria casalinga contro l'Albatro, dove mette a segno sei reti. Il 26 febbraio 2022 di nuovo contro Brixen, nella fase di caduta dopo un salto si rompe il crociato anteriore del ginocchio destro, chiudendo di fatto la sua stagione.
Al termine della stagione non esercita l'opzione per il rinnovo e lascia Trieste.
L'8 luglio è ufficializzato dai profili social del club emiliano il suo ritorno a Carpi, sei anni dopo la prima esperienza con la Terraquilia. Il 24 settembre riceve la prima convocazione, alla quarta giornata d'andata, tornando tra i disponibili dopo sette mesi dall'infortunio. Nocelli riesce a tornare a giocare a buoni livelli, ma nella seconda parte di campionato subisce un ulteriore infortunio, che gli fa vedere dalla tribuna la retrocessione in Silver del suo Carpi.
Nominato capitano della squadra, le prime partite del campionato 2024-25 le passa in panchina pur essendo a referto, tenuto a riposo precauzionale dall'allenatore Agazzani. Entra solamente come specialista per i tiri di rigore, tra l'altro registrando un pregevole 8/8 dai sette metri nella prima partita interna contro Verdeazzurro. La prima doppia cifra la registra nel derby contro Romagna alla fine di novembre, andando a segno 11 volte. Al termine della stagione Carpi non riesce a qualificarsi alla post season e Nocelli, in scadenza, lascia la squadra.

#### Secondo rientro a Cingoli
Il 12 giugno 2025, tramite il sito ufficiale, la Macagi Cingoli ufficializza il ritorno di Nocelli, che ritroverà nello staff tecnico il padre Nando.

### Nazionale
In nazionale italiana, Nocelli ha disputato con l’Under 18 il Campionato MHC a Pescara nel 2015, il Campionato Europeo Gruop B a Vilnius (Lituania) nel 2016, con l’Under 20 le Qualificazioni agli Europei a Kielce (Polonia) nel 2016 e il Campionato Europeo Group B a Skopje (Macedonia) nel 2018.

## Palmarès
- Campionato di Serie A2: 1
2019-20

## Statistiche

### Presenze e reti nei club
Statistiche aggiornate al 5 aprile 2024.
| Stagione          | Squadra           | Campionato        | Campionato | Campionato | Coppe nazionali | Coppe nazionali | Coppe nazionali | Coppe continentali | Coppe continentali | Coppe continentali | Altre coppe | Altre coppe | Altre coppe | Totale | Totale |
| Stagione          | Squadra           | Comp              | Pres       | Reti       | Comp            | Pres            | Reti            | Comp               | Pres               | Reti               | Comp        | Pres        | Reti        | Pres   | Reti   |
| ----------------- | ----------------- | ----------------- | ---------- | ---------- | --------------- | --------------- | --------------- | ------------------ | ------------------ | ------------------ | ----------- | ----------- | ----------- | ------ | ------ |
| 2015-2016         | Cingoli           | A                 | 20         | 81         | -               | -               | -               | -                  | -                  | -                  | -           | -           | -           | 20     | 81     |
| 2016-2017         | Carpi             | A                 | 18         | 27         | CI              | 0               | 0               | -                  | -                  | -                  | -           | -           | -           | 18     | 27     |
| 2017-2018         | Cingoli           | A                 | 29         | 138        | CI              | 3               | 16              | -                  | -                  | -                  | -           | -           | -           | 32     | 154    |
| 2018-2019         | Cingoli           | A                 | 26         | 143        | -               | -               | -               | -                  | -                  | -                  | -           | -           | -           | 26     | 143    |
| 2019-2020         | Cingoli           | A2                | 22         | 100        | -               | -               | -               | -                  | -                  | -                  | -           | -           | -           | 22     | 100    |
| Totale Cingoli    | Totale Cingoli    | Totale Cingoli    | 97         | 462        |                 | 3               | 16              |                    | -                  | -                  |             | -           | -           | 100    | 478    |
| 2020-2021         | Meran             | A                 | 24         | 43         | CI              | 1               | 2               | -                  | -                  | -                  | -           | -           | -           | 25     | 45     |
| 2021-2022         | Trieste           | A                 | 12         | 12         | -               | -               | -               | -                  | -                  | -                  | -           | -           | -           | 12     | 12     |
| 2022-2023         | Carpi 2019        | A                 | 22         | 21         | -               | -               | -               | -                  | -                  | -                  | -           | -           | -           | 22     | 21     |
| 2023-2024         | Carpi 2019        | A                 | 20         | 72         | -               | -               | -               | -                  | -                  | -                  | -           | -           | -           | 20     | 72     |
| 2024-2025         | Carpi 2019        | A2                | 21         | 108        | -               | -               | -               | -                  | -                  | -                  | -           | -           | -           | 22     | 108    |
| Totale Carpi 2019 | Totale Carpi 2019 | Totale Carpi 2019 | 63         | 201        |                 | -               | -               |                    | -                  | -                  |             | -           | -           | 63     | 201    |
| Totale carriera   | Totale carriera   | Totale carriera   | 214        | 745        |                 | 4               | 18              |                    | 0                  | 0                  |             | 0           | 0           | 218    | 763    |